# Fenn (Stendal)
Koordinaten: 52° 32′ 28″ N, 11° 41′ 9″ O
Das Fenn ist ein Naturschutzgebiet in der Stadt Stendal im Landkreis Stendal in Sachsen-Anhalt.
Das Naturschutzgebiet mit dem Kennzeichen NSG 0008 ist 6,25 Hektar groß. Es ist deckungsgleich mit dem FFH-Gebietes „Fenn in Wittenmoor“. Das Gebiet steht seit 1939 unter Schutz (Datum der Verordnung: 20. September 1939). Zuständige untere Naturschutzbehörde ist der Landkreis Stendal.
Das Naturschutzgebiet liegt südwestlich des Stendaler Ortsteils Wittenmoor. Es stellt ein Kesselmoor mit typischer Vegetation unter Schutz. Das Fenn liegt in einer etwa 16 Meter tiefen, eiszeitlichen Senke. Das Moor ist von einem Ringgraben umgeben.
Im Kern des Fenns wachsen Scheidenwollgras-Torfmoosgesellschaften mit Moosbeere sowie Rosmarin-, Besen- und Glockenheide. Daran schließt sich nach außen ein Moorwald mit Moorbirken und Moorkiefern an. Hier sind auf nassen Standorten Schnabel- und Grausegge, Sumpfblutauge, Fieberklee, Blaues Pfeifengras und Gewöhnlicher Dornfarn zu finden. Die Randbereiche werden von Erlenbruchwald eingenommen. Hier sind Großseggenried mit Flachmoorarten wie beispielsweise Sumpfhaarstrang, Sumpfschwertlilie, Sumpflabkraut, Sumpffarn, Scheinzypergrassegge und Zottiges Weidenröschen zu finden. Durch Nährstoffeintrag von außen sind teilweise auch Vorkommen eutropher Arten wie Breitblättriger Rohrkolben, Schilfrohr, Großer Wasserschwaden und Flussampfer zu finden.
Im Naturschutzgebiet sind zahlreiche Vögel heimisch. So leben im Ringgraben u. a. Blässhuhn und Teichralle. Im Bereich der Moor- und Bruchwälder konnten über 30 Brutvogelarten nachgewiesen werden, darunter Kernbeißer, Sumpf- und Weidenmeise.
Teile des Moores sind über einen Damm begeh- und erlebbar. Entlang des Dammes wurden Informationstafeln zur Flora und Fauna und der Funktion des Moores aufgestellt. Das Naturschutzgebiet grenzt nach Westen, Norden und Osten an den Ort Wittenmoor. Nach Süden schließen sich landwirtschaftliche Nutzflächen an.